# Hexatoma (Eriocera) omanensis
Hexatoma (Eriocera) omanensis is een tweevleugelige uit de familie steltmuggen (Limoniidae). De soort komt voor in het Palearctisch gebied.